# Larry Page
Larry Page (født 26. marts 1973 i Michigan) er en af grundlæggerne af søgemaskinen Google. Page har en Bachelorgrad i teknologi fra University of Michigan og Mastergrad fra Stanford University. Han er blandt de rigeste personer i verden.